# Le Sacrement
Pour plus de détails, voir Fiche technique et Distribution.
Le Sacrement (Het sacrament) est une comédie dramatique belge réalisée par Hugo Claus et sortie en 1989.

## Synopsis
Chaque année, les membres de la famille Heylen se réunissent pour se souvenir de leur mère décédée. Ils se retrouvent au presbytère de Kobbegem, où Nathalie Heylen est la femme de ménage du pasteur, surnommé « Deedee ». Les membres de la famille ont tous leurs particularités, mais le jeune homosexuel Claude, récemment sorti d'une institution, se distingue. En mangeant et surtout en buvant, les inhibitions tombent et les vieilles rancœurs non digérées ressurgissent. Le tout culmine dans une scène où Claude devient le bouc émissaire.

## Fiche technique
- Titre français : Le Sacrement[1]
- Titre original néerlandais : Het sacrament[2]
- Réalisateur : Hugo Claus
- Scénario : Hugo Claus
- Photographie : Gilberto Azevedo
- Montage : Menno Boerema
- Musique : Frédéric Devreese
- Production : Patrick Conrad, Paul Breuls
- Sociétés de production : Corsan (nl)
- Pays de production :  Belgique
- Langue originale : néerlandais
- Format : couleurs
- Durée : 105 minutes
- Genre : comédie dramatique
- Dates de sortie :
  - Belgique : 16 novembre 1989
  - France : mai 1990 (Festival de Cannes 1990)

## Distribution
- Frank Aendenboom : Dee Dee, le pasteur
- Ann Petersen : Natalie
- Carl Ridders : Claude
- Jan Decleir : Albert
- Hugo Van Den Berghe : Antoine
- An De Donder : Jeanne
- Marc Didden : Gigi
- Chris Lomme : Lotte
- Brit Alen : Tilly
- Linda Schagen Van Leeuwen : Lutje
- Blanka Heirman : Taatje
- Koen Crucke

## Production
Hugo Claus a écrit cette histoire au début des années 1960 en tant que scénario pour le cinéaste néerlandais Fons Rademakers. Ce projet n'ayant pas abouti, il l'a adapté dans le roman Omtrent Deedee et, en 1971, dans la pièce de théâtre Interieur.
C'est finalement Hugo Claus lui-même qui en a fait un film. Le budget (environ 40 millions de francs belges) a été entièrement financé par des partenaires privés.
Le film a été présenté en première mondiale au Festival du film de Gand en octobre 1989. Le distributeur Warner Bros. l'a sorti sur 15 copies dans les cinémas flamands à partir du 16 novembre 1989. Au Festival de Cannes 1990, le film a été projeté dans la section Un certain regard.